# Abattage

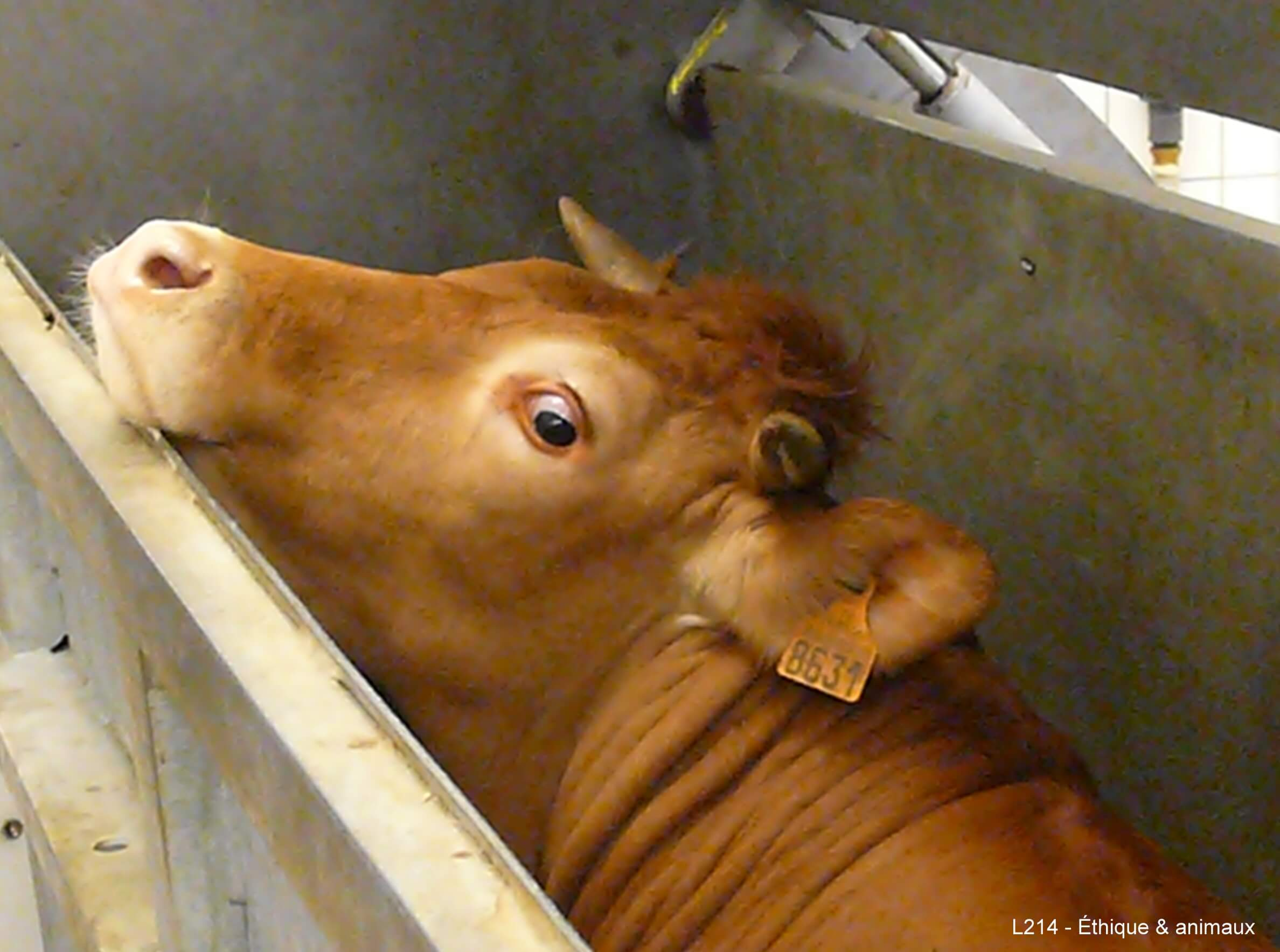
Vache dans le box d'immobilisation, facilitant l'étourdissment électrique par le Matador

Pour les articles homonymes, voir Abattage (homonymie).
L'abattage désigne généralement la mise à mort des animaux d'élevage dévolus à la production de viande ou de fourrure. L'abattage désigne par extension la mise à mort d'animaux pour limiter la population d'une espèce, éliminer un animal jugé nuisible ou dangereux, ou enrayer la propagation d'une maladie. Environ 70 milliards d'animaux terrestres sont abattus chaque année. 
Le terme euthanasie sera employé en remplacement de celui d'abattage quand il s'agit d'abréger des souffrances, une agonie ou les animaux d'expérimentation des laboratoires de recherche.

## Historique
L'utilisation d'une lame affûtée pour l'abattage du bétail a été pratiquée à travers l'histoire. Avant le développement de l'équipement d'étourdissement électrique, les animaux ont été assommés en les frappant simplement avec un instrument contondant, suivi d'une exsanguination avec un couteau,. Dans son Tableau de Paris, en 1783, Louis-Sébastien Mercier décrit ainsi les abattage : « Le sang ruisselle dans les rues, il se caille sous vos pieds et vos souliers en sont rougis. En passant vous êtes tout-à-coup frappé de mugissements plaintifs. Un jeune bœuf est terrassé et, la tête est liée avec des cordes contre la terre. Une lourde massue lui brise le crâne, un large couteau lui fait au gosier une plaie profonde. Son sang fume et coule à gros bouillon.... Quelquefois le bœuf étourdi du coup et non terrassé, s'échappe, fuyant ses bourreaux et frappe tous ceux qu'il rencontre, il répand la terreur et l'on fuit devant l'animal... »
En France, le décret du 16 avril 1964, promulgué entre autres à la suite d'une campagne menée par Jacqueline Gilardoni, fondatrice en 1961 de l'Œuvre d’assistance aux bêtes d’abattoirs, contraint à ce que les animaux, au moment d'être saignés, soient totalement inertes. Seul le pistolet d'abattage et l'anesthésie par électricité ou gaz sont autorisés, le merlin, notamment, étant désormais interdit . Trois dérogations sont données pour l'abattage rituel (halal et casher), pour l'abattage fermier et pour l'abattage d'extrême urgence.

## Méthodes employées
- Dans le cadre des abattoirs

- Dans le cadre des élevages d'animaux petits et grands

## Éthique
Le 22 juin 2009, le Conseil de l'Europe a trouvé un accord politique sur un nouveau règlement concernant la protection des animaux au moment de leur mise à mort. Il s'agit de « réduire autant que possible la souffrance et la douleur ressenties par les animaux en appliquant des méthodes d'étourdissement et de mise à mort agréées, fondées sur le savoir scientifique et l'expérience pratique ».
L'électronarcose, une méthode provoquant l'étourdissement de l'animal avant abattage à la suite d'une traversée d'un courant électrique dans le cerveau, est préconisée pour éviter la souffrance de l'animal (obligatoire en France depuis 1964 et non utilisée dans l'abattage rituel qui privilégie la mise à mort en pleine conscience de l'animal)

## Interdictions
En décembre 2012, le gouvernement polonais interdit les abattages casher et halal, ceux-ci étant contraires à la loi de 1997 sur la protection des animaux qui proscrit l'abattage sans étourdissement.
Depuis le 17 février 2014, l’assommage des animaux préalable à leur abattage est obligatoire au Danemark ; les importations d’animaux abattus sans assommage demeurent, elles, autorisées.

## Statistiques
| Animal            | Nombre d'animaux par an |
| ----------------- | ----------------------- |
| Poulet            | 58 110 000 000          |
| Canard domestique | 2 817 000 000           |
| Porc              | 1 383 000 000           |
| Dinde             | 654 000 000             |
| Oie & pintade     | 649 000 000             |
| Mouton            | 517 000 000             |
| Chèvre            | 430 000 000             |
| Bovin             | 296 000 000             |
| Bison             | 24 000 000              |

En France, sont abattus chaque année 1 milliard de volailles, 40 millions de lapins, 26 millions de porcins, 7 millions d'ovins, 6,5 millions de bovins, 2 millions de veaux, 1 million de chèvres et de chevreaux, 20 000 chevaux.

## Abattage en littérature
- Upton Sinclair, La jungle (1906)
- Beat Sterchi (de), La Vache (roman) (de) (1983)[10]
- Joël Egloff, L'Étourdissement (2005)
- Claude Izner, Le Talisman de la Villette (2006)
- Joy Sorman, Comme une bête (2012)
- Timothée Demeillers, Jusqu'à la bête (2017)
- Geoffrey Le Guilcher, Steak machine (2017)
- Errol Henrot, Les liens du sang (2017)
- Joseph Ponthus, À la ligne (2019)